# 응답 문자
컴퓨팅에서 ACK, 응답 문자, 승인 코드(acknowledgement code)는 승인을 서명하거나, 응답을 보내기 위해, 통신 프로토콜의 일부로서 통신 프로세서나 컴퓨터 사이를 지나가는 신호이다. 이를테면, ACK 패킷은 전송 제어 프로토콜에서 접속시에는 SYN 패킷의 수신을 승인하기 위해, 접속 중에는 데이터 패킷을 승인하기 위해, 연결이 끊어지면 FIN 패킷을 승인하기 위해 사용된다.
어떠한 컴퓨터가 네트워크를 통해 일련의 자료를 다른 컴퓨터로 성공적으로 전송했을 때, 전송을 받은 컴퓨터가 전송을 해 준 컴퓨터에게 보내는 신호로 정의된다. 이는 수신측 컴퓨터가 "준비 완료"의 뜻을 알리는 신호이기도 하다.
긍정 응답 문자라고도 하며, 이와의 반대로는 부정 응답 문자(negative acknowledgement code, NACK)라고 부른다.